# Helena Asen de Bulgaria
Helena de Bulgaria fue una princesa búlgara y la emperatriz de Nicea. Fue la hija del zar de Bulgaria Iván Asen II y la emperatriz Ana María de Hungría. Ana fue llamada originalmente María. Estuvo casada con Teodoro II Láscaris, que fue emperador de Nicea, 1254-1258.
La princesa Helena era la hermana del zar Kalimán I de Bulgaria y de la princesa Tamara de Bulgaria. Sus abuelos maternos fueron el rey Andrés II de Hungría y Gertrudis de Merania y sus abuelos paternos fueron el emperador Iván Asen I de Bulgaria y la emperatriz Helena de Bulgaria.
Helena, primero estuvo prometida con Balduino II de Courtenay, último emperador latino.
Como parte de la alianza entre su padre, y el emperador niceano Juan III Vatatzes, en 1233 comenzaron las negociaciones para unirla en matrimonio con el hijo y heredero de Vatatzes, Teodoro II Láscaris. Este tuvo lugar finalmente en 1235, en Gallípoli. Ella murió en la primavera de o el verano de 1252.
Su marido murió en 1258, y su hijo, Juan IV Láscaris, que tenía solo siete años, se convirtió en emperador.
Helena y Teodoro tuvieron cinco hijos:
- Juan IV Ducas Láscaris, emperador 1258-1261
- Irene Ducas Láscaris, que se casó con el zar de Bulgaria, Constantino Tij
- María Ducas Láscaris, que se casó con Nicéforo I Comneno Ducas del Epiro.
- Teodora, que se casó con Mateo, Baron of Veligosti
- Eudoxia Láscaris, que se casó con Guglielmo Peire de Ventimiglia